# Зеленко, Генрих Иосифович
Генрих Иосифович Зеленко (3 (16) июня 1905, Екатеринослав — 14 ноября 1972, Москва) — советский государственный деятель, председатель Государственного комитета Совета Министров СССР по профессионально-техническому образованию СССР (1959—1963).

## Биография
Родился в семье железнодорожника. Член ВКП(б) с 1926 г. В 1933 г. окончил факультет внешней торговли Московского института востоковедения по специальности инженер-экономист.
В 1928—1929 гг. — заведующий организационным отделом Клинцовского укома ВЛКСМ Брянской области.
В 1929—1930 гг. — секретарь Вяземского окружкома ВЛКСМ Смоленской области.
В 1933—1938 гг. — заведующий отделом, секретарь, председатель ЦК профсоюза работников госучреждений.
В 1938—1940 гг. — заведующий отделом зарплаты служащих, заведующий отделом социального страхования ВЦСПС.
В 1940—1946 гг. — первый заместитель начальника Главного управления трудовых резервов при СНК СССР.
В 1946—1947 гг. — заместитель министра трудовых резервов СССР.
В 1947—1951 гг. — начальник Главного управления морского технического снабжения министерства морского флота СССР.
В 1951—1953 гг. — заместитель министра морского флота СССР.
В мае-августе 1953 г. — начальник Главснаба министерства морского и речного флота СССР.
В 1953—1954 гг. — начальник Главного управления профессионально-технического образования министерства культуры СССР.
В 1954—1959 гг. — начальник Главного управления трудовых резервов при Совете Министров СССР.
В 1959—1963 гг. — председатель Государственного комитета Совета Министров СССР по профессионально-техническому образованию.
В 1963—1964 гг. — председатель Государственного комитета по профессионально-техническому образованию при Госплане СССР.
С июля 1964 г. — персональный пенсионер союзного значения.
Урна с прахом захоронена в колумбарии Новодевичьего кладбища в Москве.

## Награды и звания
- Орден Ленина
- два ордена Трудового Красного Знамени (в т.ч. 15.06.1955г.)
- Орден Красной Звезды